# رتبه‌بندی سرگرمی جی‌اف‌کی

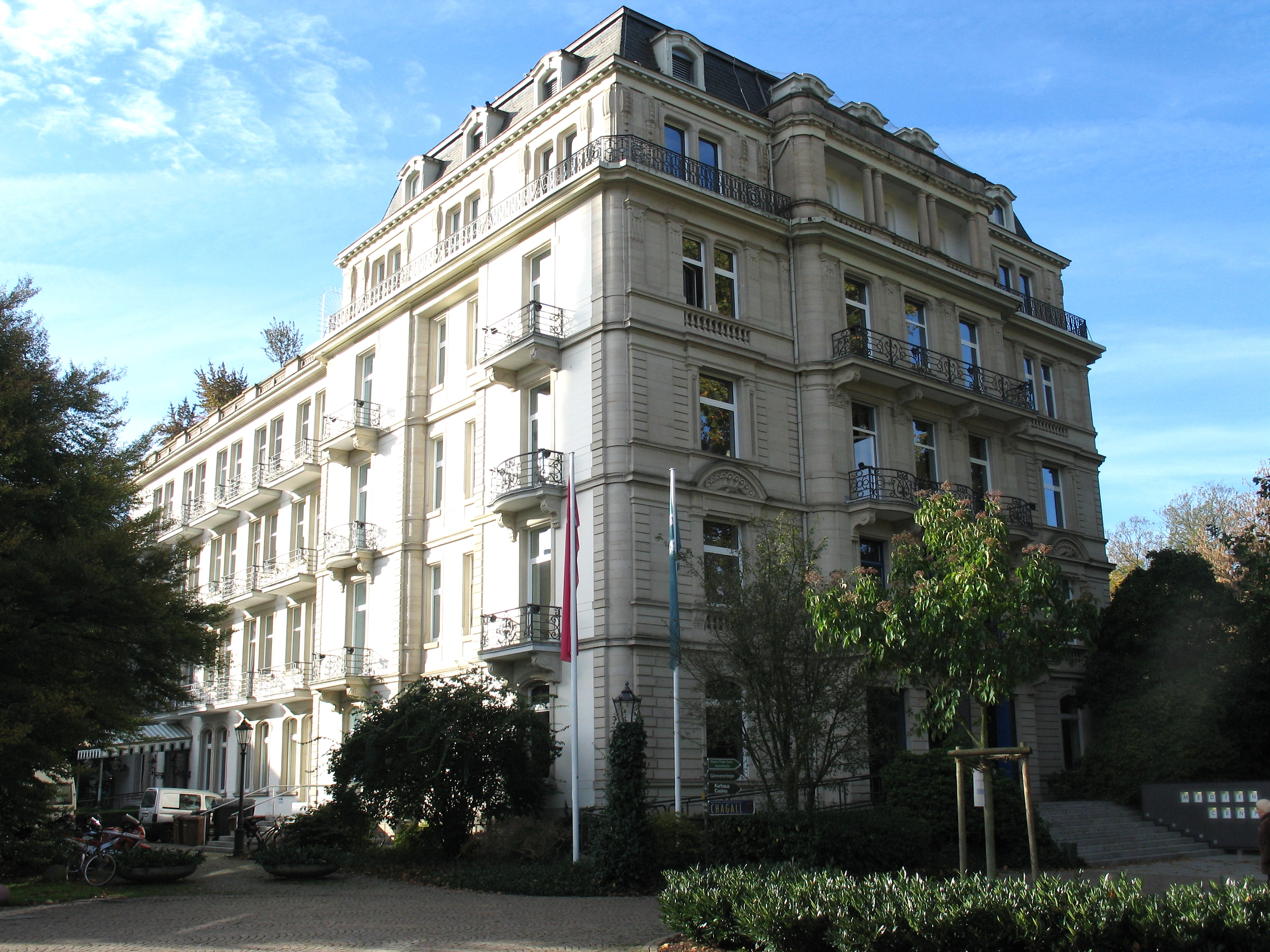
ساختمان شرکت

رتبه‌بندی سرگرمی جی‌اف‌کی شاخص رتبه‌بندی رسمی چارت‌های موسیقی در آلمان است که توسط شرکت جی‌اف‌کی انترتینمنت، زیربخشی از شرکت جی‌اف‌کی جمع‌آوری می‌شود. جی‌اف‌کی انترتینمنت به‌طور هفتگی رتبه‌بندی‌های ۱۰۰تای برتر در رده‌بندی‌های تک‌آهنگ و آلبوم عرضه می‌کند.